# Pustinjska lisica
Pustinjska lisica ili fenek (lat. Vulpes zerda) je mala lisica koja živi u pustinji Sahari i u Sjevernoj Africi. Njezino ime potječe od arapske riječi za "lisicu". 

## Opis
Pustinjska lisica je manji sisavac iz porodice zvijeri težak 1,5 kg. Velika je oko 40 cm. Ima rep dug 25 cm i glavu s ušima koje su velike 15 cm s pomoću kojih izvrsno čuje i najmanji šum te ih može čak i micati. Za razliku od ušiju, oči su male i njima se slabo služi i loše vidi pa se najradije oslanja na svoj inače izvrstan sluh. Ima krzno boje pijeska i dobro se prilagođava pustinjskom životu. 
Može izdržati nekoliko dana bez vode i hrane u pustinji, no ipak joj je voda i hrana prijeko potrebna za život. Uglavnom je aktivna noću te se hrani kukcima, pticama, jajima, pustinjskim gušterima i glodavcima. 

## Razmnožavanje
Vrijeme parenja započinje u siječnju ili ožujku. Trudnoća ženke traje 52 dana i na svijet donese 2-5 mladih pustinjskih lisica koje će se hraniti majčinim mlijekom nekoliko mjeseci.

## Vanjske poveznice
|  | Zajednički poslužitelj ima još gradiva o temi Pustinjska lisica |
|  | Wikivrste imaju podatke o taksonu Pustinjskoj lisici            |